# Ойкумене
Ойкумене (на старогръцки: οἰκουμένη «заселена» (земя), от на старогръцки: οἰκέω «населявам, обитавам») е частта от света, овладяна от човечеството. 
Терминът „ойкумена“ (οἰκουμένη) е употребен от Херодот в книга 3, част 114 от „Историята“.
Преди него за първи път с израза „ойкумене“ Анаксимандър картографира заселените страни, а Хекатей от Милет подобрява тази първа карта на ойкуменето.  
Терминът «οἰκουμένη» на старогръцки има няколко значения:
1. населена земя, т.е. земята, обитавана от хора;
2. древногръцката земя, т.е. земите населени с древногръцки племена;
3. земя, свят, т.е. земи известни на човечеството като цяло.

Във Византия „ойкуменето“ прераства в ойкуменизъм – политическа и идеологическа доктрина, която определя имперската територия за „дом”, противопоствен на варварските земи. Едва след покръстването на България, с признаването на царската титла на Петър I, България влиза към „ойкуменето“.
В края на XIX век тази дума и нейните производни започват да се разпространяват в западноевропейските езици в контекста на икуменическото движение сред протестантите.